# Johan Manzambi
Johan Manzambi (Ginevra, 14 ottobre 2005) è un calciatore svizzero, centrocampista del Friburgo.

## Carriera

### Club
È cresciuto nel settore giovanile del Servette e nel 2023 è stato acquistato dal Friburgo, con la cui squadra riserve durante la stagione 2023-2024 è retrocesso dalla terza alla quarta divisione tedesca. Il 21 settembre 2024 ha debuttato in prima squadra nell'incontro di Bundesliga vinto 3-0 contro l'Heidenheim e cinque giorni più tardi ha firmato il suo primo contratto professionistico.

### Nazionale
Dopo aver giocato nelle nazionali giovanili svizzere Under-18, Under-19 ed Under-20, nel maggio 2025 viene convocato per la prima volta in nazionale maggiore. Fa il suo esordio il 7 giugno seguente, subentrando a Dan Ndoye nella gara amichevole vinta 4-2 contro il Messico. Tre giorni dopo esordisce con la massima selezione elvetica nell'amichevole vinta 0-4 in casa degli Stati Uniti.

## Statistiche

### Presenze e reti nei club
Statistiche aggiornate al 7 giugno 2025.
| Stagione        | Squadra         | Campionato      | Campionato | Campionato | Coppe nazionali | Coppe nazionali | Coppe nazionali | Coppe continentali | Coppe continentali | Coppe continentali | Altre coppe | Altre coppe | Altre coppe | Totale | Totale | Totale |
| Stagione        | Squadra         | Comp            | Pres       | Reti       | Comp            | Pres            | Reti            | Comp               | Pres               | Reti               | Comp        | Pres        | Reti        | Pres   | Reti   |        |
| --------------- | --------------- | --------------- | ---------- | ---------- | --------------- | --------------- | --------------- | ------------------ | ------------------ | ------------------ | ----------- | ----------- | ----------- | ------ | ------ | ------ |
| 2023-2024       | Friburgo II     | 3L              | 10         | 2          | -               | -               | -               | -                  | -                  | -                  | -           | -           | -           | 10     | 2      |        |
| 2024-2025       | Friburgo II     | RL              | 10         | 1          | -               | -               | -               | -                  | -                  | -                  | -           | -           | -           | 10     | 1      |        |
| 2024-2025       | Friburgo        | BL              | 11         | 2          | CG              | 0               | 0               | -                  | -                  | -                  | -           | -           | -           | 11     | 2      |        |
| Totale carriera | Totale carriera | Totale carriera | 31         | 5          |                 | 0               | 0               |                    | -                  | -                  |             | -           | -           | 31     | 5      |        |

### Cronologia presenze e reti in nazionale
| Cronologia completa delle presenze e delle reti in nazionale ― Svizzera | Cronologia completa delle presenze e delle reti in nazionale ― Svizzera | Cronologia completa delle presenze e delle reti in nazionale ― Svizzera | Cronologia completa delle presenze e delle reti in nazionale ― Svizzera | Cronologia completa delle presenze e delle reti in nazionale ― Svizzera | Cronologia completa delle presenze e delle reti in nazionale ― Svizzera | Cronologia completa delle presenze e delle reti in nazionale ― Svizzera | Cronologia completa delle presenze e delle reti in nazionale ― Svizzera |
| Data                                                                    | Città                                                                   | In casa                                                                 | Risultato                                                               | Ospiti                                                                  | Competizione                                                            | Reti                                                                    | Note                                                                    |
| ----------------------------------------------------------------------- | ----------------------------------------------------------------------- | ----------------------------------------------------------------------- | ----------------------------------------------------------------------- | ----------------------------------------------------------------------- | ----------------------------------------------------------------------- | ----------------------------------------------------------------------- | ----------------------------------------------------------------------- |
| 7-6-2025                                                                | Salt Lake City                                                          | Messico                                                                 | 2 – 4                                                                   | Svizzera                                                                | Amichevole                                                              | -                                                                       | 73’                                                                     |
| 10-6-2025                                                               | Nashville                                                               | Stati Uniti                                                             | 0 – 4                                                                   | Svizzera                                                                | Amichevole                                                              | 1                                                                       |                                                                         |
| Totale                                                                  |                                                                         | Presenze                                                                | 2                                                                       |                                                                         | Reti                                                                    | 1                                                                       |                                                                         |